# 卡齐米日·米雅尔
卡齐米日·罗穆亚尔德·米雅尔（波蘭語：Kazimierz Romuald Mijal，1910年9月15日—2010年1月28日）是波兰共产主义政治家和异见者，以在1965年成立非法的波兰共产党 (米雅尔)来对抗波兰统一工人党而闻名。他出生于华沙省。

## 生平
米雅尔出生在一个贫农家庭，从华沙商业协会工商学校毕业。他是波兰共产主义运动的同情者，然而他并没有参加波兰共产党。在和共产主义活动家和画家雅德维加·格涅夫科斯卡结婚后，米雅尔在二战期间活跃于政治，加入了波兰工人党，与马塞利·诺沃特科、博莱斯瓦夫·贝鲁特等人合作。
战后波兰人民共和国成立，米雅尔在党内和政府内担任一系列职务。他担任了罗兹市长、总统府长官、部长会议局委首长、经济部长和投资银行总裁。他也是波兰工人党和波兰统一工人党中央委员会的长期委员。随着1956年苏共二十大上赫鲁晓夫对前任苏联领导人斯大林的批评，米雅尔同主要由毛泽东领导的反修正主义运动合流。他谴责波兰统一工人党第一书记瓦迪斯瓦夫·哥穆尔卡的亲赫鲁晓夫立场，由此成为了党内所谓的纳托林派的领袖。他制作了数个被党批评为“教条主义和斯大林主义”的宣传册子，随后用假护照逃往由共同和毛泽东领导反修正主义运动的霍查领导下的阿尔巴尼亚社会主义人民共和国。
米雅尔成立了一个新党——波兰共产党 (米雅尔)，自我宣布为“波兰共产党临时中央委员会”第一书记，掌握了地拉那电台的波兰语频道。1978年中阿决裂后，米雅尔放弃了党，在1983年秘密回到波兰。1984年，米雅尔因分发宣传册被捕，但在三个月后被释放。1997年米雅尔试图重建共产党，但得不到支持。
2007年米雅尔被授予Front Narodowo-Robotniczy的荣誉会员，也为左翼民族主义报纸《祖国周刊》撰文。米雅尔是欧盟的反对者。
2010年1月米雅尔在波兰华沙去世，他下葬于华沙新教公墓。